# Joseph Pinon
Pour les articles homonymes, voir Pinon.
 (mars 2009).
Si vous disposez d'ouvrages ou d'articles de référence ou si vous connaissez des sites web de qualité traitant du thème abordé ici, merci de compléter l'article en donnant les références utiles à sa vérifiabilité et en les liant à la section « Notes et références ».
Joseph Pinon, né le 10 octobre 1775 et mort le 12 octobre 1839, est un militaire genevois.
En février 1814, les Autrichiens vident l'arsenal de Genève. Le lieutenant de chasseurs Joseph Pinon, fils de Jean-Augustin Pinon (1736-1818) et de Jeanne-Louise Diedey (1753-1837), est alors à la tête de la maison de draps Pinon, Genevois et Cie., à la rue Basse du Terraillet.

## La poursuite des canons de Genève
Le 13 mai 1814, un officier autrichien arrive dans la ville avec l'ordre de restituer les pièces frappées aux armes genevoises. Pinon part à leur recherche le jour même. Le comte de Colloredo, qui commande le premier corps d'armée autrichien, signe l'ordre de restitution. Arrivé à Ouchy, on lui dit que les canons ont été envoyés à Brugg. Il y monte en voiture, mais les canons ont été transports vers Schaffhouse. Il retrouve 9 pièces à Coblentz, puis 18 autres à Schaffhouse. La restitution des 20 pièces restantes requiert la signature du prince Karl Philipp de Schwarzenberg, chef suprême de l'armée. 
Il arrive le 7 juillet à Vienne, pour être reçu par le prince le 10 et le 13. Il réussit à obtenir une audience auprès de l'empereur François Ier d'Autriche le dimanche 24 juillet. Il demande alors à l'empereur :"Les troupes de Votre Majesté nous ont rendu notre indépendance. Comment conserverons-nous un bien si précieux, si nous sommes privés de notre artillerie ?". Il obtient les ordres nécessaires à la restitution des pièces marquées aux armoiries de Genève.
A Genève, sa quête est suivie de près. Les Conseillers décident de lui offrir, le 8 août, un sabre d'honneur monté en or, une médaille et le grade de lieutenant-colonel. Le 5 septembre, Pinon ramène un premier lot de 48 pièces. 
Le samedi 31 décembre 1814, lors de la restauration de la république de Genève, Pinon reçoit son sabre garni tout en or.